# Lugosi csata
A lugosi csata 1695. szeptember 21-én zajlott le a Temes vármegyei Lugostól délkeletre, Lugoshely község határában, a Temes folyónál. A Szent Liga szövetségében harcoló Habsburg- és német-római császári haderő az 1695. évi hadjáratban I. Frigyes Ágost szász választófejedelem parancsnoksága alatt Temesvár ostromát tervezte, és Péterváradnál várta az oszmán főerő felbukkanását, II. Musztafa szultán főserege azonban a Maros völgye felé vonult, Erdély és Felső-Magyarország megtámadásának szándékával. A császári fősereghez tartó Johann von Veterani tábornagy, erdélyi főparancsnok Lugosnál foglalt állást, hogy elzárhassa az Erdély felé törő oszmánok lehetséges útvonalait a Vaskapu-szoros, Lippa, Dobra és Karánsebes felé. A császári hadvezetés súlyos belső ellentétei és a fővezér hibás döntései nyomán a fősereg visszavonult Csanádra. Az erdélyi hadtest magára maradt a teljes oszmán főerővel szemben. Helytállásával megmentette Erdélyt az oszmán elözönléstől, de súlyos vereséget szenvedett, maga Veterani tábornagy is elesett a csatában. A császáriak egész 1695-ös hadjárata eredménytelen maradt, a törökök meghiúsították Temesvár ostromát.

## Előzmények
A kétfrontos háború miatt 1692–1693-ban a törökellenes hadjáratok alig hoztak eredményt a Habsburgok számára. A birodalmi haderő java a rajnai fronton harcolt. Az általános helyzet a törököknek kedvezett, az új nagyvezír, Ali pasa utasítására a török-tatár hadak Debrecenig portyáztak, Caprara tábornagy tehetetlenül állt velük szemben. Brit és holland kereskedelmi érdekek miatt elmaradt a bécsi udvar és Velence által sürgetett közös tengeri hadművelet a Dardanellák ellen. Lipót császár az angol Lord Paget és a holland Heemskersk közvetítésével béketárgyalásokat kezdett a Portával, sokáig eredménytelenül. 1692-ben a császáriak bevették Nagyváradot, 1693-ban Heister tábornok elfoglalta Borosjenőt és Világost, de Belgrád ostromát a törökök visszaverték. 1694-ben a császáriak elfoglalták Gyulát. I. Péter orosz cár is nagyobb erővel avatkozott be a háborúba. A Porta békülékenyebbé vált.
II. Ahmed szultán azonban 1695. február 6.-án meghalt, helyét unokaöccse, II. Musztafa foglalta el. A hosszú idő után börtönből szabaduló uralkodó harcias kiáltványt tett közzé, mely szerint Nagy Szulejmán nyomdokába lépve fegyverrel akarja visszaszerezni az elpuhult uralkodók hibájából elvesztett birodalmi területeket. A török flotta támadásba lendült, 1695. február 9–18 között két csatában megverte a velencei hadiflottát és visszafoglalta Khiosz (Chios) szigetét, a tatárok pedig Lembergig és Halicsig vezettek sikeres pusztító hadjáratokat. Ali pasa nagyvezért a janicsárok meggyilkolták, helyét Elmas Mohamed pasa vette át.

## Az 1695-ös hadjárat
A török sikerek miatt a császári hadvezetés erélyes támadó hadjárat indítását határozta el. Célként Belgrád vagy Temesvár elfoglalása kínálkozott. Guido von Starhemberg tábornokot, a Duna–Dráva–Száva közének parancsnokát március 10-én utasították, hogy erősítse meg Péterváradot. Ernst Rüdiger von Starhemberg tábornagyot, az Udvari Haditanács elnökét és a nyugati frontról visszatért Caprara tábornagyot arra utasították, adjon meg minden támogatást Veterani tábornagynak, Erdély katonai kormányzójának, hogy május végén ostrom alá vehesse Temesvárt. Veterani azonban még júliusban sem kapta meg az ígért erősítést.
A császári haderő java a nyugati fronton harcolt a franciák ellen. A hadjárathoz szükséges felszerelés, létszám kiállítása, a főparancsnok személyének megtalálása nehézségekbe ütközött. A császár külföldi segélyhadakra szorult. I. Frigyes Ágost szász választófejedelem, 8000 katona küldéséért cserébe azt kívánta, a császár őt magát bízza meg a hadjárat főparancsnokságával. Lipót császár beleegyezett, bár tudatában volt, hogy a 25 éves, tapasztalatlan „Erős Ágost” alkalmatlan komolyabb hadvezetési feladatokra. (Badeni Lajos őrgróf, a nyugati front parancsnoka és szövetségesei hevesen tiltakoztak ottani kinevezésének terve ellen). A bajt fokozta, hogy Frigyes Ágost mellé az idős és passzivitásra hajló Caprara tábornagyot nevezte ki.
Az 50 000 főnyi császári főerő augusztus elején Péterváradnál gyülekezett. 38 000 császári, 8000 szász és 4000 dán katona alkotta, sereggel vonuló magyar és horvát nemzeti csapatok létszámát nem jegyezték fel.
Az 1695-ös hadjárat haditerve szerint Frigyes Ágost főseregének Péterváradnál, erődített állásokban kellett bevárnia és visszavernie az oszmán támadást, majd Temesvár ostromára vonulnia. Belgrád ostromának tervét ejtették, ostromtüzérség hiányában. A létszám elégtelenségét mutatja, hogy a Török-Kanizsánál álló, a Tisza és a Maros védelmét ellátó Schlick tábornok hadtestét is a fősereghez rendelték, az ő helyét is Veterani tábornagy 8000 fős erdélyi hadteste vette át.
A 60 000 főnyi török fősereg Belgrádnál gyülekezett. II. Musztafa szultán augusztus 10-én érkezett a csapatokhoz. Eredetileg az 1694-es (sikertelen) hadjárathoz hasonlóan most is Pétervárad ellen akart indulni, de a megerődített császári tábor felderítése után, augusztus 11-én úgy döntött, nem kockáztatja meg az ostromot, ehelyett Felső-Magyarország és Erdély megtámadását rendelte el. A török haditerv szerint a fősereg Temesváron át a Maros mentén nyomul előre, beveszi Lippát és visszafoglalja Nagyváradot. Belgrád védelmére 12 000 katona maradt vissza, ez a helyőrség a dunai török flotillával közösen Titel és Szeged elleni támadásokkal segíti a fősereget. Ha Nagyvárad ostroma nehézségbe ütközik, a fősereg nagy arányú portyázó hadjárattal vonul Debrecenig, onnan Erdélyen és Havasalföldön át tér haza.

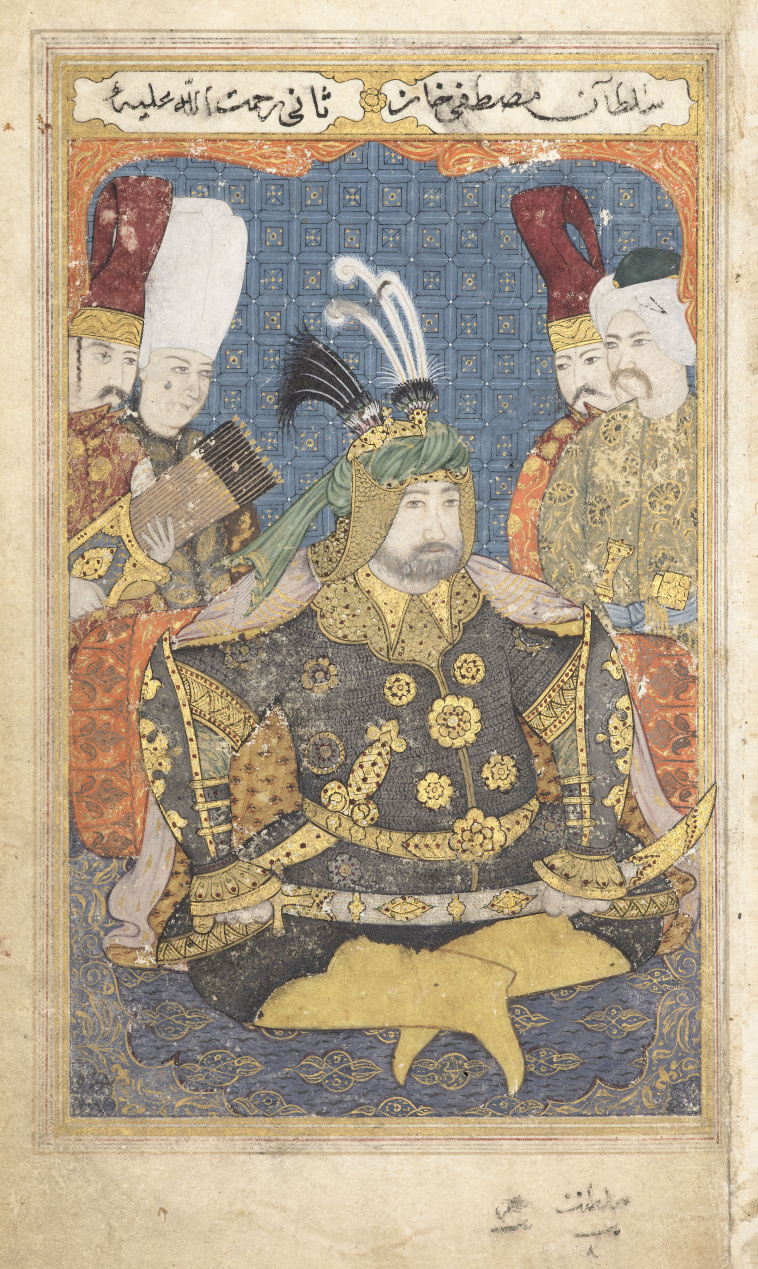
II. Musztafa szultán, teljes fegyverzetben
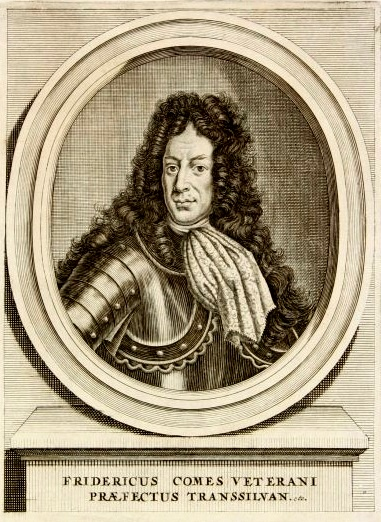
Johann Friedrich von Veterani tábornagy
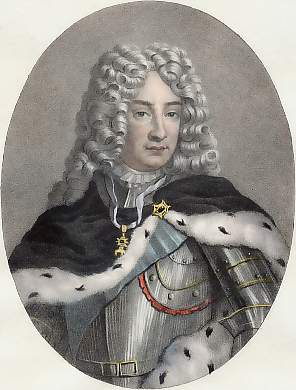
Frigyes Ágost szász választófejedelem
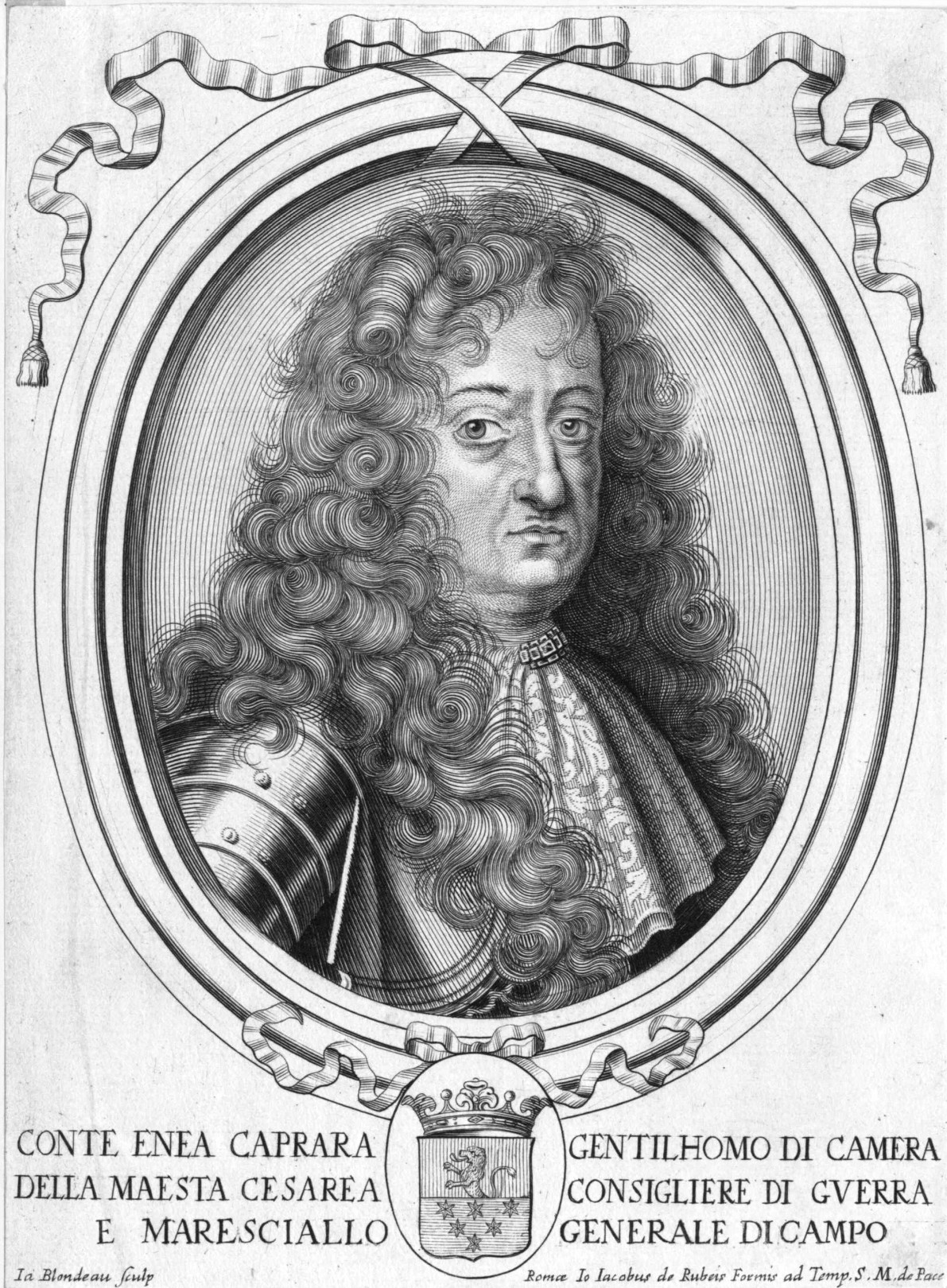
Aeneas Sylvius von Caprara tábornagy

## A főseregek mozgása a csata előtt
A törökök Pancsovánál hajóhidat építettek, és augusztus 25-én a sereg átkelt a Dunán. A manőver meglepte Frigyes Ágostot, aki Pétervárad elleni támadásra számított. Augusztus 26-án Frigyes Ágost haditanácsa úgy döntött, a fősereg a Maros felé vonuljon, és az Erdélyből Lippa felé közeledő Veterani-hadtesttel egyesüljön, akadályozva a szultán Erdély elleni hadműveletét. A vonulás útvonalát illetően vita alakult ki. A vidéket jól ismerő Sigbert Heister tábornagy azt javasolta, hogy a sereg a Tisza jobb partján vonuljon, és Ó-Kanizsánál keljen át a bal partra. Frigyes Ágost Becsénél akart átkelni, és a legrövidebb úton nyomulni Lippa felé. A haditanács az ő javaslatát fogadta el. A sereg augusztus 29-én Péterváradról indult, 30-án Óbecsénél hidat vert és átkelt a Tiszán. Augusztus 31-én felderítőik azt jelentették, hogy a Lippa felé vezető utak állapota a további haladást lehetetlenné teszi. Az ellenség közelségétől tartó Frigyes Ágost szeptember 1-jén visszafordította a sereget, 2-án visszatértek a Tisza jobb partjára, itt a fáradt csapatoknak egy napi pihenőt engedélyezett. Hat napot elvesztegetett, ez alatt a velük párhuzamosan vonuló török sereg jelentős előnyhöz jutott.
Szeptember 4–9 között a császári sereg öt oszlopban haladva elérte Ó-Kanizsát. Itt Frigyes Ágost hírt kapott, hogy a törökök szeptember 6-án elérték Lippát. (Arról azonban már nem tudott, hogy szeptember 7-én a törökök rohammal bevették a várat, kis létszámú őrségét, Daróczy Endre parancsnokkal együtt lemészárolták). A kapott hír birtokában a császáriaknak Lippa felmentésére és a Veteranival való találkozásra kellett indulniuk, hogy az ellenséget harapófogóba szoríthassák. A haditanács azonban most (a legrövidebb út helyett) a Maros jobb partján, Csanádon át történő vonulásról döntött, élelmezési problémák miatt. Szeptember 10-én elindultak, de a mocsaras vidéken a császáriak eltévedtek, és túlhaladtak Magyarcsanádon.
A visszafordulás újabb időveszteséggel járt, szeptember 12-én értek Csanádra, itt átkeltek a Maros bal partjára, innen vonultak tovább Lippa felé. Szeptember 13-án a sereg Nagylakra ért. Frigyes Ágost itt kapott hírt Lippa elestéről. A fővezér határozatlanságát jelzi, hogy újabb egy nap pihenőt adott csapatainak. Veteranihoz futárt küldött, igyekezzék egyesülni a fősereggel. Szeptember 15-én igen lassú menetben indultak tovább Lippa felé.
A császári fősereg és Veterani manővereinek híre a szultánhoz is eljutott. A katonai ügyekben járatlan II. Musztafa pánikba esett, hogy a fontos lippai erősség elfoglalásával serege két tűz közé kerülhet, és arra utasította a megdöbbent nagyvezírt, hogy az egész török fősereget azonnal fordítsa vissza Temesvár felé. Ez szeptember 13-ról 14-re virradó éjjel megtörtént. A sietve visszavonuló törökök a hadizsákmány és a hadi készletek nagy részét is hátrahagyták, vagy elégették.
Szeptember 15-én Frigyes Ágost egyszerre két hírt kapott: egyfelől a török fősereg gyors visszavonulásáról, másfelől arról, hogy a belgrádi török helyőrség különítménye körülzárta Titelt. Frigyes Ágost – nem törődve Sigbert Heister és a többi császári tábornok tiltakozásával – úgy döntött, az egész Maros-menti hadműveletet leállítja és hadseregét visszavonja Csanádra, sorsára hagyva Veterani csapatait és egész Erdélyt. A simulékony Caprara a választófejedelem mellé állt, és csak arra volt hajlandó, hogy „szükség esetén” Veterani megsegítésére Jenő felé indít 3 lovas ezredet és 3 gyalogos zászlóaljat. Szeptember 16–18 között a fősereg egészen Makóig vonult vissza. A haditanács tagjai, köztük Heissler és Heister tábornokok folyamatosan protestáltak az intézkedés ellen. Heister vállalta, hogy személyesen hajlandó 5 lovas ezreddel egyenesen Lugosra vágtatni, Veterani felmentésére.
A visszavonulás kezdésekor, szeptember 18-án jött a hír, hogy a belgrádi török csapatok elfoglalták Titelt, a szultáni fősereg pedig már úton van Veterani csapata és az Erdélybe vezető hágók felé. A fővezér ekkor úgy döntött, hogy Heister táborszernagy 5 lovas ezreddel a Maros mentén a legrövidebb úton induljon Veterani felé, a császári fősereg pedig vonuljon vissza kiindulási pontjára, Péterváradra. A képtelen parancs mögött sokan Caprara tábornagynak Veterani tábornaggyal szembeni féltékenységét és ellenséges érzelmeit sejtik. A harctéri sikereivel fiatalon hírnevet és dicsőséget szerzett Veterani személye sok tehetségtelen tábornok szemében szálka volt. A feltételezést erősíti, hogy Caprara – a haditanácsi határozattal ellentétesen – visszarendelte Heistert, helyette Corbelli altábornagyot küldte Veteranihoz, azzal az utasítással, hogy nagy kerülővel, Jenőn át vonuljon Lugos felé, és ne a legrövidebb úton, a Maros mentén.
Másnap, szeptember 19-én az a hír jött, hogy a frissen elfoglalt Titelt elhagyták a törökök, és Belgrádba vonultak vissza. Frigyes Ágost ekkor ismét megmásította előző döntését, mondván, Caprara és a vezérkar őt félrevezette, és eltérítette a haditerv fő céljától. Guido von Starhemberget a teljes gyalogsággal visszaindította Pétervárad felé, ő maga a teljes lovassággal (16 ezreddel) Veterani felmentésére kívánt indulni. Indulását azonban csak szeptember 21-re tűzte ki.

## Veterani tábornagy hadmozdulatai
A fősereg péterváradi gyülekezésével egy időben (augusztus közepén) Veterani tábornagy az erdélyi hadtesttel (7000 lovassal, 8 század gyalogossal) Tótváradra vonult, kiegészítve Antonije Znorić alezredes szerb nemzeti felkelő csoportjaival. Gyalogságának egy része Karánsebest szállta meg, Pfeffershofen báró, tábornok parancsnoksága alatt. Veterani itt kapta a parancsot, hogy csapataival vonuljon a Maros felé induló fősereg elé. Temesvár térségében kellett volna találkozniuk, még a felmentő török fősereg odaérkezése előtt. Veterani azonban ehelyett Lugosnál állította fel csapatait, mert attól tartott, hogy ha ő a parancs szerinti irányban (nyugatnak) elvonul, a török főerő a hátába kerülhet és akadálytalanul benyomulhat Erdélybe az őrizetlenül maradt hegyszorosokon keresztül. A lugosi állás alkalmas hely volt bármilyen irányú török előnyomulás megakasztására, innen Veterani segítséget adhatott Lippa, Dobra, Karánsebes megtámadása esetén, de megvédhette a Vaskapu környékét és az Erdélybe vezető hágókat is.
Szeptember 7-én éjjel Veterani is megkapta Lippa parancsnokának, Daróczy Endrének jelentését arról, hogy a törökök elérték Lippát. Másnap, szeptember 8-án Veterani Lippa felé indult, de felderítői jelentették, hogy a vár előző nap, szeptember 7-én elesett. Megtudta azt is, hogy Lugostól délre Bogcsaváratt (Bogsánt) Arnaut pasa 12 000 emberrel megrohanta, elfoglalta és most Lippa felé vonul. A helyzet ismeretében Veterani elsősorban Erdélyt látta veszélyben, ezért csapataival visszatért Lugosra. Rövidesen hírt kapott, hogy Arnaut pasa csapatai a közelben erődített tábort vertek. Veterani egy vértes lovassági különítményt éjszakai támadásra vezetett a török tábor ellen, de a védőárkok miatt nem tudott betörni a táborba, és gyorsan, veszteség nélkül visszavonult. A támadásra nem számító Arnaut pasa viszont tábort bontott, és Temesvár felé elvonult.
Szeptember 14-én Veterani megkapta Frigyes Ágost Nagylakról küldött parancsát, melyben a fővezér jelezte, hogy a fősereg tovább halad Erdély felé, hogy Arad térségében egyesüljön Veterani hadtestével. A tábornagy jelentette, hogy lugosi állását nem hagyhatja el, mert akkor a bánáti Újpalánknál álló tatár had és a Temesvárnál álló török főerő betörhetne Erdélybe. Veterani javasolta, hogy a fővezér (az eredeti haditervet követve) forduljon Temesvár ellen, ekkor az erdélyi hadtest hátba támadja a szultáni fősereget. Ha ezt szétverték, vagy elűzték a vár alól, akkor megkezdhetik Temesvár ostromát. Veterani tehát Lugosnál maradt (Temesvártól keletre) abban a tudatban, hogy a császári fősereg Nagylak–Arad térségében (Temesvártól északra, a török főerő mögött) áll.

## A csata lefolyása
Frigyes Ágost azonban – a Veteraninak küldött jelentésével ellentétben – szeptember 15-én főseregét nem keletnek (Arad felé) indította, hanem visszavonta nyugatnak (Makó felé). A szultán kihasználta a kínálkozó alkalmat, és támadást rendelt el a magára hagyott Veterani-hadtest jól erődített tábora ellen. A tábornagy Lugostól 9 km-re délkeletre, a mai Lugoshely község határában építette ki a tábort, itt a lovasság lovainak legeltetési lehetőséget is talált. A tábort két oldalról a Temes folyó ágainak mocsarai védték, gyenge pontjait a tábornagy szekérvárakkal erősítette meg. A szultán az erdélyi hadtest megsemmisítése után a hágókon át betörést tervezett Erdélybe.
A fő támadás leplezésére egy kisebb lovas török különítmény szeptember 20-án egész nap zavaró rajtaütéseket hajtott végre a tábor ellen, ezeket Veterani és helyettese, Truchsess altábornagy eredménnyel verte vissza. Az erdélyi hadtest egyetlen tagja sem tudott a császári fősereg elvonulásáról, ezért úgy hitték, a portyázás célja a török fősereg visszavonulásának leplezése. Erős török támadás esetén a tapasztalt Veterani az erdélyi hágók felé akart harcolva visszahúzódni, ezért a Tótváradon álló Viard ezredes 300 lovasát saját visszavonulási útjának biztosítására küldte.
Szeptember 21-én hajnalban török tömegtámadás indult Veterani erődített tábora ellen. A Temes mindkét partján török csapatok érkeztek. Veterani még mindig úgy tudta, hogy Frigyes Ágost főserege a török főerő hátában áll és annak megtámadására készül, ezért úgy döntött, nem vonul vissza, hanem védekezve kivárja a császári főerő felmentő támadását. A védelem jobbszárnyát Veterani vezette, a balszárnyat Truchsess altábornagyra és Dietrich ezredesre bízta. A nehezen járható, bokros terepen a beásott császári muskétások egy ideig feltartották a rohamozó török gyalogságot, de lőszerük elfogyván, hátrálni kényszerültek. Török lovassági rohamok következtek, ezeket Veterani lovas ellentámadásokkal visszaverte. Ezután nagy tömegű török gyalogság támadta a tábort három oldalról, a védők veszteségei nőttek.
Veterani felismerte, hogy a túlerővel szemben nem tarthatja meg a tábort. Truchsess altábornagyot utasította, hogy a megmaradt csapatokkal Karánsebes felé vonuljon vissza. Fedezésükre Veterani tábornagy néhány lovas századot maga vezetett rohamra, nagy erőfeszítéssel szorította hátra a törököket, lehetővé téve Truchsess csapatainak elvonulását. A tábornagy több súlyos sebet kapott, kevés megmaradt lovasával együtt utóvédként harcolva vonult vissza. Vérvesztesége miatt harcképtelenné vált, katonái kocsira téve menekítették, de a törökök utolérték, és a körülötte maradtakkal együtt lekaszabolták. Sorsáról több elmélet kering. Egyes források szerint holttestét sohasem azonosították, nem is találták meg, még a csatát követő üldözés során sem. Más forrás szerint a tábornagy fejét (vagy őt magát sebesülten) a szultán elé vitték, aki lefejeztette, és a csatatéren eltemettette.
A törökök elfoglalták a kiürített tábort és véres közelharcban lemészárolták az ott rekedt maradék utóvédet. A császáriak több mint 2500 embert vesztettek, elesett maga Veterani tábornagy, csaknem minden főtisztje. Megölték Antonije Znorić alezredest, a szerb segédcsapatok parancsnokát is. A törökök elzsákmányolták a császáriak teljes tüzérségét, a hadtáp készleteit. A törökök vesztesége 10 000 főnél több volt, köztük Arnaut pasa, hadtestparancsnok.
A lugosi győzelem a törököknek nagy vérveszteségbe került, miközben a Marosnál álló császári főerő még nem bocsátkozott harcba. Ezért II. Musztafa kockázatosnak ítélte Erdély megtámadását, ehelyett Karánsebesen át Orsovára vonult, átkelt a Dunán, és Belgrádba, majd Konstantinápolyba vonult vissza, ahol győztesnek kijáró ünnepléssel fogadták.

## Következmények
A lugosi vereségről Frigyes Ágost még aznap, szeptember 21-én hírt kapott, vezérkarában teljes tanácstalanság és káosz állt elő. Erdélyt elveszettnek látták, csak Felső-Magyarország megmentésére láttak esélyt. A szeptember 21-én este megtartott haditanács úgy döntött, a fősereg Jenőn és Nagyváradon át vonuljon Szilágysomlyóra. Szeptember 25-én Borosjenőre érve Frigyes Ágost jelentést kapott az erdélyi hadtest megmaradt egységeinek helyzetéről (Truchsess altábornagy Déva és Szászváros között, Pfeffershofen tábornok Nagyszebenben állt). Megtudta azt is, hogy az ellenség Orsovánál átkelt a Duna déli partjára, az Erdélyt fenyegető veszély tehát elmúlt. A választófejedelem szeptember 27-én Dévára érkezett, a megtizedelt erdélyi hadtestet a főseregből leválasztott ezredekkel töltötte fel, új parancsnokká Vaudémont herceg altábornagyot nevezte ki.

## Események más hadszíntereken
1695 szeptemberének végén Guido von Starhemberg tábornok ostrommal bevette Szabács várát. Batthyány Ádám horvát bán az Una folyón átkelve Banja Luka felé indult, de a tél beállta miatt vissza kellett vonulnia Boszniából.

## Következmények
Már a kortárs hadvezérek is bírálták Lipót császár koncepcióját, amely teljes prioritást adott a rajnai frontnak. Legjobb erőit oda küldte, a magyarországi hadszíntérre elégtelen erőt küldött, alkalmatlan főparancsnokok keze alatt. Frigyes Ágost választófejedelem és Caprara tábornagy észszerűtlen és hibás döntései, a helyismerettel bíró tábornokok visszautasítása, a csapatokkal való tévelygő manőverezés súlyos katonai vereséghez, egy kiváló harctéri seregparancsnok elvesztéséhez vezettek. A teljes katasztrófa, Erdély felprédálása csak azért maradt el, mert a katonailag képzetlen Musztafa szultán is került minden kockázatot, és háttérbe szorította tapasztalt hadvezéreit, Ali pasa nagyvezírt és Arnaut pasa hadtestparancsnokot.
Mindkét fél ingatag és kapkodó módon vezette csapatait. A császári hadjárat nem érte el célját, nem tudott közel férkőzni céljához, Temesvárhoz. A török hadvezetés nem használta ki a császári parancsnokság hibáit, és nem próbálta megsemmisíteni Frigyes Ágost rosszul vezetett főseregét. Az 1695-ös hadjárat nem változtatta meg a stratégiai helyzetet. Lipót császár kiszolgáltatottságát jelzi, hogy a lugosi vereség ellenére a következő évben, 1696-ban ismét csak Frigyes Ágostra és Caprara tábornagyra bízta az újabb magyarországi hadjárat vezetését.